# Lijst van wielrenners - Z
Dit is een lijst van wielrenners met als beginletter van hun achternaam een Z.

## Za
- Abdel-Kader Zaaf
- Constantino Zaballa
- Erik Zabel
- Rick Zabel
- Olga Zabelinskaja
- Zoelfia Zabirova
- David Zabriskie
- Gerhard Zadrobilek
- Volodymyr Zagorodni
- Enrico Zaina
- Faat Zakirov
- Cezary Zamana
- Adriano Zamboni
- Steve Zampieri
- Silvia Zanardi
- Renzo Zanazzi
- Giorgio Zancanaro
- Dino Zandegu
- Xabier Zandio
- Denis Zanette
- Emanuela Zanetti
- Linda Zanetti
- Mauro Zanetti
- Chiara Zanettin
- Mario Zanin
- Stefano Zanini
- Michel Zanoli
- Marco Zanotti
- Carlos Zarate
- Jarosław Zarębski
- Amir Zargari
- Palion Zarka
- Mikel Zarrabeitia
- Oliver Zaugg

## Zb
- Beat Zberg
- Markus Zberg

## Ze
- Anouska van der Zee
- Andrej Zejts
- Jean-François Zen
- Pavel Zerzáň

## Zi
- Thomas Ziegler
- Urška Žigart
- Peter Zijerveld
- Michael Zijlaard
- Nicky Zijlaard
- Sipke Zijlstra
- Italo Zilioli
- Diana Žiliūtė
- Huub Zilverberg
- Arthur Augustus Zimmerman
- Georg Zimmermann
- Urs Zimmermann
- Axel Zingle
- Andrej Zintsjenko
- Tom Zirbel

## Zj
- Vasili Zjdanov

## Zo
- Greta Zocca
- Bart Zoet
- Joop Zoetemelk
- Grzegorz Żołędziowski
- Thijs Zonneveld
- Asia Zontone
- Cees Zoontjens
- Susanna Zorzi

## Zu
- Haimar Zubeldia
- Joseba Zubeldia
- Simone Zucchi
- Pietro Zucconi
- Wilco Zuijderwijk
- Alex Zülle

## Zw
- Albert Zweifel

A · B · C · D · E · F · G · H · I · J · K · L · M · N · O · P · Q · R · S · T · U · V · W · X · Y · Z